# Oryzaephilus decellei
Oryzaephilus decellei es una especie de coleóptero de la familia Silvanidae.

## Distribución geográfica
Habita en Costa de Marfil, Ghana, Togo,  Nigeria y Angola.